# جایزه بزرگ بریتانیا ۱۹۸۲
جایزه بزرگ بریتانیا ۱۹۸۲ (انگلیسی: ‎1982 British Grand Prix‎)، که به‌طور رسمی با نام سی و پنجمین جایزه بزرگ بریتانیایی مارلبورو شناخته می‌شود، یک مسابقهٔ موتوری در رشتهٔ اتومبیل‌رانی فرمول یک بود که در تاریخ ۱۸ ژوئیهٔ ۱۹۸۲ در برندز هچ واقع در کنت، انگلستان برگزار شد. این گراند پری در میان ۱۶ گراند پری در فصل ۱۹۸۲، مسابقهٔ شمارهٔ ۱۰ بود.
در این مسابقه که در ۷۶ دور و به مسافت ۳۱۹٫۷۱۹ کیلومتر (۱۹۸٫۶۶۴ مایل) برگزار شد، پول پوزیشن توسط ککه روسبرگ کسب شد و سریع‌ترین زمان برای طی یک دور پیست که برابر با ۱:۱۳٫۰۲۸ بود نیز توسط برایان هنتون به ثبت رسید.
نیکی لائودا از تیم مک‌لارن-فورد، دیدیه پرونی از تیم فراری و پاتریک تامبی از تیم فراری به‌ترتیب مقام‌های اول تا سوم مسابقه را کسب کردند.

## رده‌بندی قهرمانی پس از مسابقه
| جایگاه | راننده      | امتیاز |
| ------ | ----------- | ------ |
| ۱      | دیدیه پرونی | ۳۵     |
| ۲      | جان واتسون  | ۳۰     |
| ۳      | نیکی لائودا | ۲۴     |
| ۴      | ککه روسبرگ  | ۲۱     |
| ۵      | آلن پروست   | ۱۹     |
| منبع:  |             |        |

| جایگاه | سازنده       | امتیاز |
| ------ | ------------ | ------ |
| ۱      | مک‌لارن-فورد  | ۵۴     |
| ۲      | فراری        | ۴۵     |
| ۳      | ویلیامز-فورد | ۳۴     |
| ۴      | رنو          | ۲۳     |
| ۵      | لوتوس-فورد   | ۲۰     |
| منبع:  |              |        |

یادداشت
- تنها پنج جایگاه نخست از هر رده‌بندی نمایش داده شده است.